# Prenja
Prenja är ett vattendrag i Bosnien och Hercegovina.   Det ligger i entiteten Republika Srpska, i den centrala delen av landet, 90 km norr om huvudstaden Sarajevo.
Trakten runt Prenja består till största delen av jordbruksmark. Runt Prenja är det ganska tätbefolkat, med 93 invånare per kvadratkilometer.